# Stanislav Řezáč
Stanislav Řezáč (* 29. April 1973 in Jablonec nad Nisou) ist ein tschechischer Skilangläufer. Er ist auf lange Strecken in der klassischen Technik spezialisiert und gewann 2005 und 2012 den Skilanglauf-Marathon-Cup. Zudem belegte er in der Gesamtwertung der Ski Classics 2011 den ersten Platz.

## Werdegang
Řezáč gab sein internationales Debüt 1994. Nach einem FIS-Rennen in Tauplitz, welches er als 37. beendete, kam er nur wenige Tage später erstmals im Skilanglauf-Weltcup zum Einsatz. An gleicher Stelle lief er der Weltspitze über die 15 km im klassischen Stil jedoch nur hinterher und lief als 67. ins Ziel. Im Februar 1995 kam er in Brusson bei zwei Continentalcups zum Einsatz und sammelte im ersten als 23. erste Punkte.
Nachdem Řezáč in Bedřichov beim FIS-Rennen als Zweiter erstmals auf dem Podest stand und auch im zweiten Rennen als 14. einen guten Platz unter den besten 20 erreichte, kam er im Januar 1996 in Nové Město na Moravě erneut im Weltcup zum Einsatz, kam dabei jedoch nur auf Rang 73. Zu Beginn der Saison 1996/97 belegte er in Kiruna Rang 106. Auch in Davos lief er nur auf einen schwachen 101. Platz. In den Winter 1997/98 startete der Tscheche bei FIS-Rennen in seiner Heimat und lief in Bedřichov und Nové Město zweimal auf den ersten Rang. In Nové Město kam er wenig später auch im Weltcup erneut zum Einsatz und lief dabei über die 30 km auf einen für ihn guten 55. Platz.
Bei den Nordischen Skiweltmeisterschaften 1999 in Ramsau am Dachstein lief er über die 50 km im klassischen Stil auf den 46. Platz. Im Jahr 2000 pausierte er bis auf zwei Starts bei FIS-Rennen in Idre auf Weltcup-Ebene. Jedoch gewann er erstmals den König-Ludwig-Lauf, der zum erstmals ausgetragenen Skilanglauf-Marathon-Cup gehört, und den Isergebirgslauf über 50 km. Diesen Erfolg wiederholte er 2001.
Im Januar 2002 startete Řezáč im Skilanglauf-Marathon-Cup. In Predazzo lief er auf Anhieb auf den 28. Platz, bevor er zwei Wochen später in Otepää als 16. ins Ziel lief. Im schwedischen Mora feierte er als Siebenter eine weitere Top-10-Platzierung in dieser Serie. 2002 gewann er zudem das Birkebeinerrennet, den Isergebirgslauf über 30 km Freistil, sowie den Kangaroo Hoppet. Im Januar 2003 stand er beim Isergebirgslauf, der nun zum Skilanglauf-Marathon-Cup gehört, als Zweiter erneut auf einem Podium in dieser Serie. Auch in Moena-Cavalese, beim König-Ludwig-Lauf in Oberammergau und in Otepää stand er auf dem Podium. Beim Wasalauf lief als Dritter ins Ziel.
Im Dezember 2003 kam er im Val di Fiemme beim Sprintweltcup zum Einsatz, scheiterte aber bereits in den Qualifikations-Vorläufen und wurde am Ende als 49. gewertet. Beim Isergebirgslauf 2004 wurde er Zwölfter. Beim Weltcup im Massenstart über 70 km lief er als 19. ins Ziel und sammelte erste Weltcup-Punkte. Mit den gewonnenen 12 Punkten erreichte er Rang 126 im Gesamtweltcup und Rang 87 im Distanzweltcup. Zurück im Skilanglauf-Marathon-Cup gewann er den König-Ludwig-Lauf und lief beim American Birkebeiner in Hayward auf Rang zwei. Ebenfalls in der Saison siegte sie beim Gatineau Loppet über 53 km klassisch und 42,5 km Freistil. Zum Jahreswechsel 2004/05 gewann Řezáč beim Vasaloppet China. Zurück in Europa wurde Řezáč Dritter beim Isergebirgslauf. Am 30. Januar 2005 gewann er den Marcialonga. Auch beim König-Ludwig-Lauf und beim Birkebeinerrennet zwischen Rena und Lillehammer lief er als Erster durchs Ziel. Damit sicherte sich Řezáč Rang eins der Gesamtwertung und damit seinen ersten Gesamtsieg im Skilanglauf-Marathon-Cup. Im Februar 2005 gewann er erneut beim Gatineau Loppet über 50 km klassisch.
Im Januar 2006 siegte Řezáč wie im Vorjahr beim Vasaloppet China. Im folgenden Monat feierte er einen erneuten Sieg beim König-Ludwig-Lauf und einen Sieg beim Tartu Maraton. Im März lief er beim Weltcup in Mora auf einen guten vierten Rang. In der Folge brachen seine Leistungen leicht ein. Zwar sicherte er sich teilweise gute Platzierungen und verpasste oft als Vierter nur knapp einen Podestplatz, jedoch konnte er sich erst beim Birkebeinerrennet erneut einen deutlichen Sieg. 2007 siegte er beim Šumavský Skimaraton über 42 km klassisch. Bei den Tschechischen Meisterschaften 2008 im März in Horní Mísečky gewann er über 15 km im klassischen Stil die Silbermedaille hinter Jiří Magál. 2008, 2009, 2010, 2011 und 2013 gewann er beim Dolomitenlauf über 42 km klassisch.
Im Februar 2009 gewann Řezáč beim Šumavský Skimaraton über 45 km klassisch. und beim König-Ludwig-Lauf über 50 km klassisch. Im folgenden Monat wurde er beim Wasalauf 2009 Dritter und siegte beim Bieg Piastów über 50 km klassisch. Im Dezember 2009 und Januar 2010 kam er in Rogla und Otepää wieder bei zwei Weltcups zum Einsatz. Dabei kam er jedoch einmal nicht ins Ziel und verpasste einmal als 37. knapp die Punkteränge. In der Folge blieb er wieder Mitglied des Marathon-Cup-Teams und feierte im März 2011 beim Birkebeinerrennet einen weiteren Sieg. Des Weiteren siegte er 2010 und 2011 beim Transjurassienne über 50 km klassisch. Im Januar 2012 gewann er zudem den Isergebirgslauf, wurde dritter beim Marcialonga und triumphierte beim König-Ludwig-Lauf. Nach weiteren guten Platzierungen, darunter Rang drei beim Wasalauf, feierte er seinen zweiten Gesamtsieg im Skilanglauf-Marathon-Cup.
2014 wurde Řezáč Siebenter im Marcialonga und Erster beim Transjurassienne über 50 km klassisch. Nachdem er in der Folge ein Jahr nicht aktiv am Marathon-Cup teilgenommen hatte, startete er 2015 erneut beim Marcialonga und kam als 15. ins Ziel. Im Februar 2015 gewann erneut Řezáč das Rennen Transjurassienne über 56 km klassisch. Nach Platz 12 zu Beginn der Saison 2015/16 beim Isergebirgslauf, siegte er beim Dolomitenlauf über 42 km klassisch.
Im Januar 2017 gewann er in Toblach den Pustertaler Skimarathon über 32 km klassisch.
Řezáč ist Mitglied des Skinfit Racing Teams.

## Erfolge

### Siege bei Worldloppet-Cup-Rennen
Anmerkung: Vor der Saison 2015/16 hieß der Worldloppet Cup noch Marathon Cup.
| Nr. | Datum            | Ort                          | Rennen            | Disziplin                     |
| --- | ---------------- | ---------------------------- | ----------------- | ----------------------------- |
| 1.  | 6. Februar 2000  | Oberammergau                 | König-Ludwig-Lauf | 55 km klassisch Massenstart   |
| 2.  | 10. Februar 2001 | Lahti                        | Finlandia-hiihto  | 52 km klassisch Massenstart   |
| 3.  | 1. Februar 2004  | Oberammergau                 | König-Ludwig-Lauf | 55 km klassisch Massenstart   |
| 4.  | 30. Januar 2005  | Val di Fiemme / Val di Fassa | Marcialonga       | 70 km klassisch Massenstart   |
| 5.  | 6. Februar 2005  | Oberammergau                 | König-Ludwig-Lauf | 55 km klassisch Massenstart   |
| 6.  | 19. März 2005    | Rena–Lillehammer             | Birkebeinerrennet | 54 km klassisch Massenstart   |
| 7.  | 5. Februar 2006  | Oberammergau                 | König-Ludwig-Lauf | 50 km klassisch Massenstart   |
| 8.  | 15. März 2008    | Rena–Lillehammer             | Birkebeinerrennet | 54 km klassisch Massenstart   |
| 9.  | 1. Februar 2009  | Oberammergau                 | König-Ludwig-Lauf | 50 km klassisch Massenstart   |
| 10. | 19. März 2011    | Rena–Lillehammer             | Birkebeinerrennet | 54 km klassisch Massenstart 1 |
| 11. | 8. Januar 2012   | Bedřichov                    | Isergebirgslauf   | 50 km klassisch Massenstart 1 |
| 12. | 5. Februar 2012  | Oberammergau                 | König-Ludwig-Lauf | 50 km klassisch Massenstart 1 |
| 13. | 7. Februar 2015  | Mouthe                       | Transjurassienne  | 56 km klassisch Massenstart   |

### Siege bei Ski-Classics-Rennen
| Nr. | Datum           | Ort              | Rennen            | Disziplin                     |
| --- | --------------- | ---------------- | ----------------- | ----------------------------- |
| 10. | 19. März 2011   | Rena–Lillehammer | Birkebeinerrennet | 54 km klassisch Massenstart 2 |
| 11. | 8. Januar 2012  | Bedřichov        | Isergebirgslauf   | 50 km klassisch Massenstart 2 |
| 12. | 5. Februar 2012 | Oberammergau     | König-Ludwig-Lauf | 50 km klassisch Massenstart 2 |

### Siege bei weiteren Worldloppet-Rennen
| Nr. | Datum | Ort              | Rennen            | Disziplin                    |
| --- | ----- | ---------------- | ----------------- | ---------------------------- |
| 1.  | 2000  | Bedřichov        | Isergebirgslauf   | 50 km klassisch Massenstart  |
| 2.  | 2001  | Bedřichov        | Isergebirgslauf   | 50 km klassisch Massenstart  |
| 3.  | 2002  | Bedřichov        | Isergebirgslauf   | 30 km Freistil Massenstart   |
| 4.  | 2002  | Rena–Lillehammer | Birkebeinerrennet | 54 km klassisch Massenstart  |
| 5.  | 2002  | Falls Creek      | Kangaroo Hoppet   | 42 km Freistil Massenstart   |
| 6.  | 2004  | Gatineau         | Gatineau Loppet   | 50 km klassisch Massenstart  |
| 7.  | 2004  | Gatineau         | Gatineau Loppet   | 42,5 km Freistil Massenstart |
| 8.  | 2005  | Gatineau         | Gatineau Loppet   | 50 km klassisch Massenstart  |
| 9.  | 2005  | Changchun        | Vasaloppet China  | 50 km klassisch Massenstart  |
| 10. | 2006  | Otepää–Elva      | Tartu Maraton     | 63 km klassisch Massenstart  |
| 11. | 2006  | Changchun        | Vasaloppet China  | 50 km klassisch Massenstart  |
| 12. | 2008  | Lienz            | Dolomitenlauf     | 42 km klassisch Massenstart  |
| 13. | 2008  | Mouthe           | Transjurassienne  | 50 km klassisch Massenstart  |
| 14. | 2009  | Lienz            | Dolomitenlauf     | 42 km klassisch Massenstart  |
| 15. | 2009  | Mouthe           | Transjurassienne  | 50 km klassisch Massenstart  |
| 16. | 2009  | Szklarska Poręba | Bieg Piastów      | 50 km klassisch Massenstart  |
| 17. | 2010  | Lienz            | Dolomitenlauf     | 42 km klassisch Massenstart  |
| 18. | 2010  | Mouthe           | Transjurassienne  | 50 km klassisch Massenstart  |
| 19. | 2011  | Lienz            | Dolomitenlauf     | 42 km klassisch Massenstart  |
| 20. | 2011  | Mouthe           | Transjurassienne  | 50 km klassisch Massenstart  |
| 21. | 2013  | Lienz            | Dolomitenlauf     | 42 km klassisch Massenstart  |
| 22. | 2014  | Mouthe           | Transjurassienne  | 50 km klassisch Massenstart  |
| 23. | 2016  | Lienz            | Dolomitenlauf     | 42 km klassisch Massenstart  |

### Sonstige Siege bei Skimarathon-Rennen
- 2007 Šumavský Skimaraton, 42 km klassisch
- 2009 Šumavský Skimaraton, 45 km klassisch
- 2017 Pustertaler Ski-Marathon, 32 km klassisch

### Siege bei Continental-Cup-Rennen
| Nr. | Datum             | Ort           | Disziplin       | Serie      |
| --- | ----------------- | ------------- | --------------- | ---------- |
| 1.  | 22. Dezember 2007 | Horní Mísečky | 15 km Freistil  | Slavic Cup |
| 2.  | 21. Dezember 2013 | Horní Mísečky | 10 km klassisch | Slavic Cup |

## Platzierungen im Welt- und Marathon-Cup

### Weltcup-Statistik
Die Tabelle zeigt die erreichten Platzierungen im Einzelnen.
- 1.–3. Platz: Anzahl der Podiumsplatzierungen
- Top 10: Anzahl der Platzierungen unter den ersten zehn
- Punkteränge: Anzahl der Platzierungen innerhalb der Punkteränge
- Starts: Anzahl gelaufener Rennen in der jeweiligen Disziplin
- Hinweis: Bei den Distanzrennen erfolgt die Einordnung gemäß FIS.

| Platzierung               | Distanzrennen a | Distanzrennen a | Distanzrennen a | Distanzrennen a | Distanzrennen a | Skiathlon Verfolgung | Sprint | Etappen- rennen b | Gesamt | Team c | Team c  |
| Platzierung               | ≤ 5 km          | ≤ 10 km         | ≤ 15 km         | ≤ 30 km         | > 30 km         | Skiathlon Verfolgung | Sprint | Etappen- rennen b | Gesamt | Sprint | Staffel |
| ------------------------- | --------------- | --------------- | --------------- | --------------- | --------------- | -------------------- | ------ | ----------------- | ------ | ------ | ------- |
| 1. Platz                  |                 |                 |                 |                 |                 |                      |        |                   |        |        |         |
| 2. Platz                  |                 |                 |                 |                 |                 |                      |        |                   |        |        |         |
| 3. Platz                  |                 |                 |                 |                 |                 |                      |        |                   |        |        |         |
| Top 10                    |                 |                 |                 |                 | 1               |                      |        |                   | 1      |        |         |
| Punkteränge               |                 |                 |                 |                 | 2               |                      |        |                   | 2      |        |         |
| Starts                    |                 | 3               | 5               | 2               | 2               |                      | 1      |                   | 13     |        |         |
| Stand: Saisonende 2024/25 |                 |                 |                 |                 |                 |                      |        |                   |        |        |         |

### Marathon-Cup-Gesamtplatzierungen
| Saison  | Punkte | Platz |
| ------- | ------ | ----- |
| 2000    | 132    | 3.    |
| 2001    | 165    | 4.    |
| 2002    | 53     | 23.   |
| 2003    | 400    | 2.    |
| 2003/04 | 264    | 3.    |
| 2004/05 | 385    | 1.    |
| 2005/06 | 185    | 8.    |
| 2006/07 | 250    | 3.    |
| 2007/08 | 188    | 9.    |
| 2008/09 | 348    | 3.    |
| 2009/10 | 300    | 4.    |
| 2010/11 | 500    | 3.    |
| 2011/12 | 405    | 1.    |
| 2012/13 | 170    | 7.    |
| 2013/14 | 36     | 35.   |
| 2014/15 | 193    | 8.    |